# Бог у хришћанству
У хришћанству, Бог је вечно биће које је створило све и које све одржава у постојању. Хришћани верују да је Бог истовремено трансцендентан (потпуно независан од материјалног универзума и изван њега) и иманентан (укључен у свет). Хришћанска учења о иманентности и укључености Бога и његовој љубави према човечанству искључују веровање да је Бог од исте супстанце као створени универзум, али прихватају да је божанска природа Бога хипостатски била сједињена с људском природом у личности Исуса Христа, у догађају познатом као Оваплоћење.
Ранохришћански погледи на Бога изражени су у Павловим посланицама и раним симболима вере, који су прогласили једног Бога и божанство Христа, скоро исто као у Првој посланици Коринћанима (8:5-6): „5 Јер ако и има такозваних богова, било на небу, било на земљи, као што је много богова и много Господа, 6 Али ми имамо само једнога Бога Оца, од којега је све и за којега смо ми; И једнога Господа Исуса Христа, кроз којега је све и ми кроз Њега." Иако је јудеохришћанска секта евионита протестовала против ове апотеозе Христа, огроман број нејеврејских хришћана ју је прихватио. Овим су почели да се разликују погледи нејеврејских хришћана на Бога од погледа традиционалних јеврејских учења тог времена.
Теолошке расправе о атрибутима Бога и његовој природи воде се од најранијих дана хришћанства, а Иринеј Лионски је у II веку написао: „Његовој величини ништа не недостаје, већ она садржи све“. Јован Дамаскин је у VIII веку набројао осамнаест атрибута који су и даље широко прихваћени. Како је време пролазило, теолози су развијали систематичне листе тих атрибута, неке засноване на исказима из Библије (нпр. Молитви господњој, у којој се каже да је Отац на Небу), а друге на теолошком расуђивању. Царство небеско је честа фраза у синоптичким јеванђељима, а иако се научници готово једногласно слажу да оно представља кључни елемент Христовог учења, мало је слагања о његовом тачном тумачењу.
Иако Нови завет не садржи формалну доктрину о Светом Тројству као таквом, "у њему се више пута говори о Оцу, Сину и Светом Духу... на начин који намеће тринитарно схватање Бога." Ово никада не постаје тритеизам, тј. не имплицира три Бога. Око 200. године, Тертулијан је формулисао верзију доктрине о Тројству која јасно потврђује Христову божанску природу и приближава се каснијем коначном облику који је донет на Другом васељенском сабору 381. године. Доктрина о Светом Тројству се може сажети на следећи начин: "Један Бог постоји у три особе и једној супстанци, као Бог Отац, Бог Син и Бог Свети Дух." Тринитаријанци, који чине велику већину хришћана, сматрају га основним начелом своје вере. Нетринитарне деноминације дефинишу Оца, Сина и Светог Духа на више различитих начина.

## Развој теологије Бога

### Преглед
Ранохришћански погледи на Бога (пре него што су јеванђеља написана) огледају се у изјави апостола Павла у Првој посланици Коринћанима (8:5-6), написаној око 53-54. године, односно двадесетак година након Исусовог распећа:
Али ми имамо само једног Бога Оца, од ког је све, и ми у Њему, и једног Господа Исуса Христа, кроз ког је све, и ми кроза Њ.
Осим што тврди да постоји само један Бог, Павлова изјава (која се вероватно заснива на препавловским исповестима) укључује и низ других значајних елемената: он разликује хришћанско од јеврејског веровања оног времена помињући Исуса и Оца скоро заједно и додељујући Исусу титулу божанске части "Господ", као и називајући га Христом.
У Делима апостолским (17:24-27) за време Павлове Проповеди са Ареопага, он даље описује ранохришћанско схватање:
Бог који је створио свет и све што је у њему, Он будући Господар неба и земље
```
и размишља о односу између Бога и хришћана:
[
20
]
```

да траже Господа, не би ли Га барем опипали и нашли, премда није далеко ни од једног нас, јер кроз Њега живимо... 
Павлове посланице такође садрже бројне референце на Светог Духа, са темом која се појављује у Првој посланици Солуњанима (4.8) „…Бога, који је и дао Светога Духа својега вама“, и која се појављује у његовим посланицама. У Јеванђељу по Јовану (14.26), Исус такође помиње "... Дух Свети, кога ће Отац послати у име моје".
Крајем I века н.е, папа Климент I више пута помиње Оца, Сина и Светог Духа и повезује Оца са стварањем рекавши у Првој посланици св. Климента Римског Коринћанима (19.2): "и погледајмо на Оца и Творца свега света". Средином II века, Иринеј Лионски је у свом делу Против Јереси нагласио (књига 4, поглавље 5) да је Створитељ "један и једини Бог" и "створитељ неба и земље". Овоме је претходило Тертулијаново формално излагање концепта Светог Тројства почетком III века.
Период од краја II до почетка IV века (отприлике од 180. до 313. године) обично се назива "епохом Велике Цркве" или "антиникејским периодом" у коме је дошло до значајног теолошког развоја, као и до консолидације и формализације бројних хришћанских учења.
Од II века па надаље, западна веровања су почела са афирмацијом вере у "Бога Оца (Свемогућег)", а примарно помињање ове фразе било је "Бог у својству Оца и створитеља универзума". То није искључило чињеницу ни да је "вечни отац универзума такође Отац Исуса Христа", нити да чак "удостојава [верника] усвајања као свог сина по милости". Источна веровања (за која знамо да су каснијег датума) почела су афирмацијом вере у „једног Бога“ и готово увек су то проширивале додавањем „Оца Свемогућег, Творца свих ствари видљивих и невидљивих“ или речи у ту сврху.
Како је време пролазило, теолози и филозофи развијали су све прецизнија схватања природе Бога и почели да праве систематичне листе његових атрибута (тј. квалитета или карактеристика). Оне се разликују у детаљима, али традиционално атрибути спадају у две групе, оне засноване на негацији (Бог је непролазан) и оне позитивно засноване на еминентности (Бог је бескрајно добар). Ијан Ремзи је указао да постоје три групе и да неки атрибути као што су једноставност и савршенство имају другачију логичку динамику од таквих својстава као што је бесконачна доброта јер постоје релативни облици друге, али не и прве.
Током развоја хришћанских идеја о Богу, Библија је, „и у теорији и у пракси, била доминантан утицај“ у западном свету.

### Име
У хришћанској теологији Божје име је одувек имало много дубље значење и значај од етикете или означивача. Оно није људски изум, већ има божанско порекло и заснива се на божанском откривењу. Поштовање Божјег имена једна је од Десет Божјих заповести, коју хришћанска учења виде не само као избегавање непримерене употребе Божјег имена, већ као упутство да се оно велича, како побожним делима тако и похвалом. То се огледа у првој молитви из Молитве господње, упућеној Богу Оцу: "Да се свети име твоје!"
Враћајући се црквеним оцима, Божје име се посматра као репрезентација целокупног система „божанске истине“ откривене вернима „који верују у име Његово“ као у Јовану 1:12 или „ће ходити у име Господа Бога свог" као у Михеју 4:5. У Откривењу 3:12, они који носе име Божје су предодређени за Небо. У Јн 17:6 представљена су учења Исуса као манифестација Божјег имена његовим ученицима.
У Јн 12:28 представљена је жртва Исуса Јагњета Божјег и последично спасење које је послато кроз њега као величање Божјег имена, са гласом с Неба који потврђује Исусову молитву ("Оче, прослави име своје") који каже: "И прославио сам и опет ћу прославити" упућујући на Крштење и Исусово распеће.
Библија обично користи Божје име у једнини (нпр. Изл 20:7 или Пс 8:1), углавном користећи изразе у врло општем смислу, не наводећи неки посебан назив Бога. Међутим, општа помињања Божјег имена могу се одвојити до других посебних облика који изражавају његове вишеструке атрибуте. У Светом писму има много референци на имена за Бога, али кључна имена у Старом завету су: Свевишњи и Узвишени, Ел-Шадај и Јахве. У Новом завету главна имена су Теос, Кириос и Патер (πατηρ тј. отац на грчком).

### Атрибути и природа
О теолошким основама атрибута и природе Бога расправља се од најранијих дана хришћанства. Иринеј Лионски се у II веку позабавио тим проблемом и објаснио неке атрибуте, нпр. у својој књизи Против јереси (књига IV, поглавље 19) каже: "Његовој величини ништа не недостаје, већ садржи све". Иринеј је своје атрибуте засновао на три извора: Светом писму, превладавајућем мистицизму и народној побожности. Данас се неки атрибути повезани са Богом и даље заснивају на исказима из Библије, нпр. Молитва Господња каже да је Отац на Небу, док су други атрибути изведени теолошким резоновањем.
У VIII веку, Јован Дамаскин је навео осамнаест атрибута за Бога у свом Тачном излагању православне вере (књига 1, поглавље 8). Ових осамнаест атрибута је подељено у четири групе према критеријуму времена (нпр. вечан), простора (нпр. безграничан), материје или квалитета, а ова листа је остала утицајна и до данас, делимично се појављујући у неком облику у разним модерним формулацијама. У XIII веку, Тома Аквински се фокусирао на краћу листу од само осам атрибута и то: једноставност, савршенство, доброта, несхватљивост, свеприсутност, непроменљивост, вечност и јединственост. Остале формулације укључују листу из 1215. године, са Четвртог латеранског сабора, коју је затим усвојио Први Ватикански сабор 1870. и Вестминстерски кратки катехизам у XVII веку.
Два атрибута Бога која га постављају изнад света али ипак признају његову укљученост у свет су трансцендентност и иманентност. Трансцендентност значи да је Бог вечан и бесконачан, да га не контролише створени свет и да је изван људских догађаја. Иманентност значи да је Бог укључен у свет, а хришћанска учења одавно признају његово обраћање пажње на људске послове. Међутим, за разлику од пантеистичких религија, у хришћанству Божје биће није од супстанце створеног универзума.
Традиционално, неки теолози као што је Луис Беркхоф, разликују комуникабилне атрибуте (оне које људска бића такође могу имати) и некомуникабилне (оне који припадају само Богу). Међутим, други, као што је Доналд Меклауд, сматрају да су све изложене класификације вештачке и без основа.
Постоји општа сагласност међу теолозима да би било погрешно замислити суштину Бога која постоји сама по себи и независно од атрибута или атрибута као додатне карактеристике Божанског бића. То су суштинске особине које трајно постоје у самом његовом Бићу и са њим коегзистирају. Свака измена у њима подразумевала би измену суштинског Божјег бића.
Хик наводи да би при набрајању Божијих атрибута полазиште требало да буде његово самопостојање („асеитет“) које имплицира његову вечну и безусловну природу. Хик даље разматра следеће додатне атрибуте: Створитељ као извор свега што чини његово стварање ("creatio ex nihilo") и подупирач онога што је створио; Личан; Нежан, Добар; и Свет. Беркхоф такође почиње са самопостојањем, али прелази даље на непромењивост; бесконачност, која имплицира савршенство, вечност и свеприсутност; јединство. Затим анализира низ интелектуалних атрибута: свезнање; мудрост; истинитост и потом, моралне атрибуте доброте (укључујући љубав, милост, милосрђе и стрпљење), светости и праведности, да би коначно стигао до његове суверености.

### Приказивање
Рани хришћани су веровали да би речи из Јеванђеља по Јовану 1.18: „Бога нико није видео никад“ и многи други искази требало да се односе не само на Бога, већ и на све покушаје приказивања Бога.
Међутим, касније се симбол Божје руке појављује неколико пута у синагоги Дура Еуропос, из средине III века, јединој древној синагоги са сачуваном великом декоративном схемом, и вероватно је у ранохришћанској уметности усвојена из јеврејске уметности. Била је уобичајена у касноантичкој уметности како на Истоку тако и на Западу, а на Западу је остала главни начин за симболизовање акција или одобравања Бога Оца све до краја периода романике.
У ситуацијама као што је Христово крштење, где је назначено специфично представљање Бога Оца, коришћена је Божја рука, уз већу слободу од каролиншког периода до краја романике. Чини се, после открића синагоге Дура Еуропос из III века, да је овај мотив позајмљен из јеврејске уметности, а у хришћанској уметности се може наћи скоро од њених почетака.
Употреба религиозних слика генерално је наставила да расте све до краја VII века, до тачке да је 695. године византијски цар Јустинијан II, када је дошао на престо, ставио слику Христа на једну страну својих златника, што је резултирало раздором и окончало употребу византијских кованица у исламском свету. Међутим, пораст религиозних приказа није укључивао приказе Бога Оца. На пример, иако осамдесет други канон Трулског сабора 692. године није посебно осудио слике Оца, наведено је да су иконе Христа пожељније од Старозаветних сенки и фигура.
Почетак VIII века сведочио је забрањивању и уништавању верских икона са почетком периода иконоклазма или иконоборства у Византији. Цар Лав III (717-741) забранио је употребу икона царским едиктом Византијског царства због, како се претпоставља, војног пораза који је приписао неприкладном обожавању икона. Овај едикт (објављен без консултације са Црквом) забранио је поштовање верских слика, али се није односио на друге видове уметности, укључујући слике цара или религиозне симболе попут крста. Теолошки аргументи против икона почели су да се јављају са иконоборцима који су тврдили да иконе не могу истовремено да представљају и божанску и људску природу Христа. У таквој атмосфери, нису се ни појављивале јавне слике Бога Оца, већ су почеле да се појављују тек два века касније.
Седми васељенски сабор, 787. године, окончао је прво раздобље византијског иконоборства и обновљено је поштовање икона и светих слика уопште. Међутим, овим се није одмах нашироко почело са приказивањем Бога Оца. Чак су и присталице употребе икона из VIII века, попут светог Јована Дамаскина, правиле разлику између слика Бога Оца и слика Христа.

У свом трактату О божанским сликама, Јован Дамаскин је написао: "Некада, Бог који је без облика или тела никада није могао бити приказан. Али сада када се Бог замишља као од крви и меса како разговара са људима, ја правим слику Бога кога видим." Овде се имплицира да у оној мери у којој Бог Отац или Дух није постао човек, видљив и опипљив, слике и иконе-портрети се не могу приказати. Дакле, оно што је важило за целокупно Свето тројство пре Христа остаје да важи и за Оца и за Духа, али не и за Реч. Јован Дамаскин је написао: 
 "Ако бисмо покушали да нацртамо слику невидљивог Бога, то би заиста било грешно. Немогуће је приказати онога који је без тела: невидљив, неописан и без облика." 
Око 790. године, Карло Велики је наручио да се направи комплет од четири књиге које су постале познате под називом Libri Carolini (тј. „Карлове књиге“) како би побиле оно што је његов суд погрешно схватио као иконоборачке декрете Седмог васељенског сабора у вези са светим сликама. Иако нису биле познате током средњег века, ове књиге описују кључне елементе католичког теолошког става о светим сликама. За Римокатоличку цркву су прикази били само предмети које су направиле занатлије како би се користили за стимулисање чула верника и поштовања за представљени субјект, а не за сам предмет. Четврти цариградски сабор (869) (који Римокатоличка, али не и Православна црква, сматра екуменским) потврдио је одлуке Седмог васељенског сабора и помогао да се уклоне преостали остаци иконоборства. Тачније, трећи канон овог сабора прописао је да се Христова слика поштује једнако као у књизи јеванђеља:
 Проглашавамо да се света слика нашег Господа Исуса Христа, ослободитеља и Спаситеља свих људи, мора поштовати истим почастима као што је дато у књизи светих јеванђеља. Јер, као што кроз језик речи садржаних у овој књизи, сви могу достићи спас, тако и захваљујући деловању које ове слике имају по својим бојама, све мудре и једноставне, могу од њих профитирати. 
 Међутим, слике Бога Оца нису директно помињане у Цариграду 869. године. На овом Сабору састављен је списак дозвољених икона, али симболи Бога Оца нису били на њему. Па ипак, генерално прихватање икона и светих слика почело је да ствара атмосферу у којој би Бог Отац могао бити представљан симболом.
Пре X века у западној уметности није учињен ниједан покушај да се Бог Отац представи људским ликом. Ипак, западна уметност је на крају почела да тражи неки начин да илуструје присуство Оца, па је путем сукцесивних репрезентација постепено, око 10 века, настао низ уметничких стилова за симболизацију Оца помоћу човека. Образложење за употребу људског бића представља веровање да је Бог створио душу Човека према својој слици (на тај начин омогућавајући Човеку да трансцендира остале животиње).
По свему судећи, рани уметници који су покушали да представе Бога Оца, имали су страх и страхопоштовање од употребе комплетне људске фигуре. Обично би се само мали део користио као приказ, обично рука, а понекад и лице, али ретко цео човек. На многим сликама фигура Сина замењује Оца, тако да је приказан мањи део личности Оца.
У XII веку су слике Бога Оца почеле да се појављују у француским илуминираним рукописима, који су као мање јавни облик често могли бити више авантуристички у својој иконографији, као и на витражима прозора цркава у Енглеској. У почетку су се глава или попрсје обично приказивали уоквирени облацима на врху слике, где се раније појављивала Божја рука; Христово крштење на чувеној крстионици Ренијеа од Уија у Лијежу је пример овога из 1118. године (Божја рука се користи у другој сцени). Постепено се приказани људски симбол може повећати до половине тела, а онда и до комплетне фигуре, која је обично на престолу, као на Ђотовој фресци из 1305. у Падови.
У XIV веку Напуљска Библија је имала приказ Бога Оца у Несагоривој купини. У раном XV веку, у Молитвенику војводе од Берија налази се значајан број симбола, укључујући и стару, али високу и елегантну комплетну фигуру која шета Еденским вртом, што показује знатну разноликост у животном добу и одевању. На "Вратима Раја" Лоренца Гибертија у Фирентинској крстионици из 1425. године, користи се слична висока комплетна фигура за симбол Оца. У овом периоду, друга дела, попут велике олтарне слике Постања хамбуршког сликара Мајстера Бертрама, наставила су да користе стари приказ Христа као Логоса у сценама Постања. У XV веку се појавила краткотрајна мода приказивања све три личности Светог Тројства као сличних или идентичних фигура са уобичајеном појавом Христа.
На слици "Крунисање Богородице", у рановенецијанском стилу, аутора Ђованија д'Алемање и Антонија Виваринија (око 1443), Отац је приказан помоћу симбола који су касније користили други уметници, наиме слике патријарха, благог али моћног израза лица са дугом белом косом и брадом, приказа који је у великој мери изведен из готово физичког, али ипак фигуративног, описа из Књиге пророка Данила:
.... и старац сједе, на ком бјеше одијело бијело као снијег, и коса на глави као чиста вуна, пријесто му бијаше као пламен огњени, точкови му као огањ разгорио. (Данило 7:9)
У Благовестима, Бенвенута ди Ђованија, из 1470. године, Бог Отац је насликан у црвеној одори и са шеширом и подсећа на кардинала. Међутим, чак и касније у XV веку, симболично представљање Оца и Светог Духа као "руку и голубице" се наставило, као на пример, на Верокиовом Христовом крштењу из 1472. године.
На ренесансним сликама обожавања Тројства, Бог се може приказати на два начина, било са нагласком на Оца или на три елемента Тројства. Најуобичајенији приказ Тројства у ренесансној уметности је приказ Бога Оца као старца, обично са дугом брадом и изгледом патријарха, понекад са троугластим ореолом (као упућивање на Тројство) или папском круном, нарочито у северном ренесансном сликарству. У тим приказима Отац држи глобус или књигу (како би симболизовао Божје знање и упутио на то да се знање сматра божанским). Налази се иза и изнад Христа на крсту у иконографији Светог Тројства. Голуб, симбол Светог Духа често се приказује како лети изнад. На слици могу бити присутни разни људи из различитих слојева друштва, нпр. краљеви, папе или мученици. У тринитарној Пијети, за Бога Оца је често симбол човек који носи папску одору и папску круну и који држи мртвог Христа у наручју. Приказани су како лебде на небу са анђелима који носе оруђа Христова (Arma Christi).
Прикази Бога Оца и Светог Тројства су нападани како од стране протестаната и покрета јансениста и бајаниста унутар католичанства, тако и од стране одређених православних теолога. Као и приликом других напада на католичке приказе, и овај је имао за последицу смањење подршке Цркве мање централним приказима и ојачавање подршке оним централним. У Западној цркви, притисак у циљу сузбијања религиозних слика резултирао је врло важним декретима завршног заседања Тридентског сабора 1563. године. Декрети Тридентског сабора потврдили су традиционалну католичку доктрину да слике само представљају особу која је приказана, а да се поштовање исказује тој особи, а не самој слици.
Након тога, уметнички прикази Бога Оца нису били спорни у католичкој уметности, али мање уобичајени прикази Тројства су осуђивани. Папа Бенедикт XIV је 1745. године изричито подржао приказ престола милости, позивајући се на књигу пророка Данила, али је 1786. године папи Пију VI ипак било неопходно да изда папску булу којом се осуђује одлука италијанског црквеног савета да се уклоне све слике Тројства из цркава.
Бог Отац је симболично приказан у неколико сцена из Постања на Микеланђеловом своду Сикстинске капеле, од којих је најпознатија Стварање Адама (чији приказ Бога и Адама који се скоро додирују рукама представља икону човечанства, подсећајући да је Човек створен по Божјем обличју (1 Мој. 1.26)). На Тицијановој слици Узнесење девице, из цркве Фрари у Венецији, која одавно важи за ремек-дело уметности високе ренесансе, Бог Отац је приказан као моћна фигура која плута међу облацима. У цркви Џезу у Риму налази се више приказа Бога Оца из XVI века. На неколицини ових слика још увек се помоћу три анђела алудирало на Свето Тројство, али Ђовани Батиста Фијамери је такође приказао Бога Оца као човека који јаше на облаку, изнад сцене.
На својим сликама Страшни суд и Крунисање Богородице, Рубенс је приказао Бога Оца сликом која је тада била широко прихваћена, фигуром патријарха с брадом који се налази изнад сцене борбе. У XVII веку, двојица шпанских уметника, Веласкез (чији је таст Франсиско Паћеко био задужен за одобравање нових слика за инквизицију) и Муриљо, приказали су Бога Оца као патријархалну фигуру са белом брадом у љубичастој одори.
Док је представа Бога Оца било све више у Италији, Шпанији, Немачкој и Ниским земљама, у другим земљама у Европи јављао се отпор, чак и током XVII века. Године 1632, већина чланова суда Звездана комора у Енглеској (осим надбискупа Јорка) осудила је употребу слика Тројства на црквеним прозорима, а неки су их сматрали илегалним. Касније у XVII веку, сер Томас Браун је написао да сматра да је представљање Бога Оца као старца „опасан чин“ који би могао водити ка египатском симболизму. Године 1847, Чарлс Винстон је још увек критиковао такве слике назвавши их „римским трендом“ (термин који се користио за римокатолике) за који је сматрао да се најбоље избегава у Енглеској.
Године 1667, 43. поглавље Великог московског сабора посебно је укључило забрану низа симболичних приказа Бога Оца и Светог Духа, што је резултирало и тиме да је читав низ других икона стављен на списак забрањених, тиме претежно утичући на приказе западног стила који су почели да се устаљују на православним иконама.

## Царство Божје и есхатологија

### Краљевство и царство
Хришћанска карактеризација односа између Бога и човечанства укључује појам „Царства Божјег“, чије порекло сеже до Старог завета и може се посматрати као последица стварања света од стране Бога. „Псалми устоличења“ (Псалми 45, 93, 96, 97-99) пружају разлоге за ово гледиште узвиком „Господ је цар“. Међутим, у каснијем јудаизму Божје царство је добило „националније“ тумачење по којем се на ишчекиваног Месију може гледати као на ослободиоца и оснивача нове државе Израел.
Израз „Царство Божје“ не појављује се у Старом завету, иако се у неким случајевима када се говори о Богу користе изрази „његово Царство“ и „твоје Царство“. Међутим, Царство Божје (Матејев еквивалент је „Царство небеско“) је упадљива фраза у синоптичким јеванђељима (појављује се 75 пута) и научници се готово једногласно слажу да она представља кључни елемент Христових учења. Ипак, Ричард Томас Франс (R. T. France) истиче да иако појам „Царства Божјег“ има интуитивно значење за хришћане лаике, међу научницима скоро да нема нимало слагања о његовом значењу у Новом завету. Неки научници га схватају као хришћански начин живота, неки као метод светске евангелизације, неки као поновно откривање духовних дарова, други га не везују за садашњу или будућу ситуацију, већ за свет који долази. Франс наводи да се синтагма "Божје царство" често тумачи на више начина како би се уклопила у теолошке идеје оних који је тумаче.

### Крај света
Тумачења израза Царство Божје довела су до бројних есхатолошких расправа међу научницима различитих гледишта, али није постигнут консензус. Од Августина до протестантске реформације долазак Царства се поистовећивао са формирањем хришћанске цркве, али се од овог гледишта касније одустало и почетком XX века се учврстило апокалиптично тумачење Царства. У овом погледу (такође названом „доследна есхатологија“) Царство Божје није почело у I веку, већ представља будући апокалиптични догађај који тек треба да се деси.
Средином XX века, реализована есхатологија, која је Царство посматрала не апокалиптично, већ као манифестацију божанске суверености над светом (реализовану доласком Христа), окупила је научне следбенике. Према овом гледишту сматра се да је Царство доступно у садашњости. Конкурентски приступ инаугурисане есхатологије се појавио касније као приступ "већ ту, али не још". Према овом гледишту Царство је већ почело, али чека на потпуно откривање у неком моменту у будућности. Ова различита тумачења су од тада добила већи број варијанти, са разним научницима који предлажу нове есхатолошке моделе са позајмљеним елементима из ових.

### Пресуда
У Посланици Јеврејима 12:23 говори се о „Богу, судији свију“, а идеја да ће свим људима на крају бити суђено“ суштински је елемент хришћанског учења. Бројни пасуси из Новог завета (нпр. Јн 5:22 и Дап 10:42 и каснији симболи вере указују на то да је задатак пресуђивања додељен Христу. У Јеванђељу по Јовану 5:22 се каже да „отац не суди никоме, него сав суд даде сину“. Дела апостолска 10:42 о васкрслом Христу говоре да је: „наречени од Бога судија живијем и мртвијем“. Улога Христа у Божјем суду наглашена је у најчешће коришћеним хришћанским исповедањима, са Никејским симболом вере који каже да Исус „седи десно од Оца; да ће доћи поново, у слави, да суди живима и мртвима; чије царство неће имати крај". Апостолски симбол вере садржи сличан исказ.
Бројни пасуси из јеванђеља упозоравају на грех и предлажу пут праведности како би се избегао суд Божји. На пример, Беседа на гори у Матеју 5: 22-26 проповеда избегавање греха, а Параболе о Царству (Мт 13:49 ) кажу да ће у тренутку пресуде анђели „раздвојити зле од праведника и бациће их у пећ огњену“. Хришћани тако могу уживати у опроштају који их ослобађа Божјег суда пратећи Христова учења и кроз лично дружење с њим.

## Тринитаризам

### Историја и основа
У раном хришћанству појам спасења био је уско повезан са зазивањем „Оца, Сина и Светога Духа“. Од I века, хришћани су се обраћали Богу именом "Оца, Сина и Светога духа" приликом молитве, крштења, причешћа, егзорцизма, певања химни, проповеди, исповести, опроштења и благослова. Ово је рефлектовано у изреци: „Пре него што се појавила „доктрина“ о Тројству, хришћанска молитва је призивала Свето Тројство“.
Термин „Тројство“ се не појављује експлицитно у Библији, али тринитаријанци верују да је тај концепт, који је касније настао, у складу са библијским учењима. У Новом завету се на више места јавља трострука литургијска и доксолошка формула, нпр. у 2. Коринћанима 1: 21-22, у којој се каже: „А Бог је који нас утврди с вама у Христу, и помаза нас, који нас и запечати, и даде залог Духа у срца наша“. Христ који прима „власт и равноправну божанственост“ помиње се у Матеју 28:18: „Даде ми се свака власт на небу и на земљи“, као и у Јн 3:35, Јн 13: 3 и Јн 17:1. А Дух који је и „од Бога“ и „Христов“ појављује се у Гал 4:6, Дап (16:7), Јн 15:26 и Рим 8:14-17.
Општи концепт је изражен у раним списима почев од II века, са Иринејем који је у свом делу Против јереси (књига I, поглавље X) написао:
„Црква ... верује у једног Бога, свемогућег Оца, Створитеља неба, земље и мора и свега у њима; и у једног Христа Исуса, Сина Божјег, који се оваплотио за наше спасење; и у Светог Духa“.
Око 213. године н.е. Тертулијан је у Adversus Praxeas (3. поглавље) дао формални приказ идеје Тројства, тј. да Бог постоји као једна „супстанца“, али као три „Лица“: Отац, Син и Свети Дух. У одбрану кохерентности Тројства, Тертулијан је написао (Adversus Praxeas 3): „Јединство које Тројство изводи из себе самог толико је далеко од тога да буде уништено, да је у ствари њиме подржано“.
Тертулијан је такође разматрао како Свети Дух наставља од Оца и Сина.
Први васељенски сабор 325. године, а касније, 381. године, и Други васељенски сабор дефинишу догму „у њеним најједноставнијим цртама пред лицем најважнијих јереси“, а верзија која се користила после тога датира из 381. године. У V веку на западу, свети Августин је теолошки проширио ово у свом делу „О Тројству“, док је за главни развој на истоку заслужан Јован Дамаскин у VIII веку. Теологија је на крају достигла свој класични облик у списима Томе Аквинског у XIII веку.
Бернхард Лозе (1928—1997) наводи да се доктрина о Тројству не потиче од нехришћанских извора попут Платона или хиндуизма и да су сви покушаји сугерисања таквих веза неуспели. Већина хришћана је сада тринитарна и веру у Тројство сматра тестом за исправност веровања.

### Доктрина
Већина хришћана сматра да је доктрина о Тројству основно начело њихове вере. Оно се може сажети у следећој реченици:
„Један Бог постоји у три Лица и једној Супстанци“.
Строго говорећи, доктрина је мистерија коју „непотпомогнут људски разум не може спознати“, нити „демонстрирати након што је откривена“; чак и ако „није у супротности са разумом“ који „није некомпатибилан са принципима рационалног размишљања“.

Ова доктрина је опширно дата у Атанасијском симболу вере из IV века, из кога је следећи одломак: 
Клањамо се једном Богу у Тројици, и Тројици у јединству;

Не мешајући лица нити делећи супстанцу.

Јер једно је Лице Оца, друго Сина, а треће Светога Духа.

Али Божанство Оца, Сина и Светога Духа, једно је; Слава једнака, Величанство сувечно.

Какав је Отац, такав је Син и такав је и Свети Дух.
 За тринитарне хришћане (у које спадају католички хришћани, источни православни хришћани и већина протестантских деноминација) Бог Отац уопште није одвојен бог од Сина (чије је Христ оваплоћење) и Светог Духа, осталих хипостаза хришћанског Божанства.
Двадестети век је сведочио појачаном теолошком фокусу на доктрину о Тројству, делом захваљујући радовима Карла Барта у његовој четрнаестотомној Црквеној догматици. Овај теолошки фокус повезује откривење Речи Божје са Тројством и тврди да је доктрина о Тројству оно што разликује „хришћанску концепцију Бога“ од свих осталих религија.

#### Отац
Појава тринитаристичке теологије Бога Оца у раном хришћанству темељила се на две кључне идеје: на заједничком идентитету Јахвеа из Старог завета и Бога Христа у Новом завету, а затим разликовању, а опет јединству између Христа и његовог Оца. Пример јединства Сина и Оца се налази у Мт 11:27: „... и нико не зна Сина до Отац; нити Оца ко зна до Син...“, где се потврђује узајамно знање Оца и Сина.
Концепт очинства Бога се појављује у Старом завету, али није главна тема. Иако се поглед на Бога као Оца појављује у Старом завету, тек је у Новом завету дошао у фокус с обзиром да га је Исус често тако називао. Ово се манифестује у Молитви Господњој која комбинује земаљске потребе за насушним хлебом са узајамним концептом опроштаја. А Христов нагласак на његовом посебном односу са Оцем истиче важност различитих, али јединствених природа Христа и Оца, градећи тиме јединство Оца и Сина у Тројству.
Очински поглед на Бога се, осим на Христа, шири и на његове ученике и читаву Цркву, као што се рефлектује у молбама које је Христ изнео Оцу за своје следбенике на крају Опроштајног говора, ноћ пре његовог распећа. Примери овога у Опроштајном говору су у Јн 14:20 док се Исус обраћа ученицима: „Ја сам у Оцу свом, и ви у мени, и ја у вама“ и у Јн 17:22 док се моли Оцу: „И славу коју си ми дао ја дадох њима, да буду једно као ми што смо једно“.
У тринитарној теологији, Бог Отац је „архе“ или „principium“ (почетак), „извор“ или „порекло“ и Сина и Светога Духа и сматра се вечним извором Божанства. Отац је тај који вечно рађа Сина, а Отац вечно дише Духом Светим. Син се вечно рађа од Бога Оца, а Дух вечно потиче од Оца, и, у западној традицији, такође од Сина.
Па ипак, без обзира на ову разлику у пореклу, Отац је једно, равноправан, вечан и консупстанцијалан са Сином и Светим Духом, при чему је свака Особа један вечни Бог и ни на који начин одвојен, који је творац: сви подједнако су нестворени и свемоћни. Дакле, Божанско Јединство се састоји од Бога Оца, са његовим Сином и његовим Духом који се разликују од Бога Оца, а опет су савршено сједињени у њему. Због тога је Тројство изван разума и може се спознати само откровењем.
Тринитаријанци верују да Бог Отац није пантеистички, јер се он не посматра као истоветан универзуму, већ постоји изван стварања, као његов Створитељ. Он се посматра као Бог пун љубави, Небески Отац који је активан и у свету и у животима људи. Створио је све ствари видљиве и невидљиве у љубави и мудрости, а човека ради себе самога.

#### Син
Од раног хришћанства, Исусу Христу се приписују бројна имена, у која спадају и Месија (Христ) и Син Божји . Теолошки, ово су различите атрибуције: Месија се односи на његово испуњење очекиваних старозаветних пророчанстава, док се Син Божји односи на однос са оцем. Бог Син се разликује и од Месије и од Сина Божјег и његова теологија као део доктрине о Тројству формализована је више од једног века касније.
Према Јеванђељима, Христа је зачео Свети Дух и родила га је Богородица. Библијски наводи о Христовој служби укључују: његово крштење, чуда, проповеди, поучавање и исцељивање. Јеванђеља стављају значајан акценат на Христову смрт, посвећујући отприлике једну трећину текста периоду од само седам дана, односно последњој недељи Христовог живота у Јерусалиму. Срж хришћанског веровања је да се Христовом смрћу и васкрсењем грешни људи могу помирити са Богом и на тај начин им се нуди спасење и обећање вечног живота. Вера у откупитељску природу Христове смрти претходи Павловим посланицама и сеже у најраније дане хришћанства и јерусалимске цркве. Навод из Никејског симбола вере да је "ради нас био разапет" одраз је овог централног веровања.
Две христолошке дилеме у вези с тим како Христ може бити истински Бог, а да притом буде очувана вера у постојање једног Бога и то како људско и божанско може постојати у једној личности, биле су основне дилеме још пре Првог васељенског сабора (325). Па ипак, теологија „Бога Сина“ на крају се одразила у изјави Никејског симбола вере из IV века.
Халкидонски сабор из 451. године, који је прихватила већина хришћана, каже да је Христоваплоћени Бог и „истински Бог и истински човек“ (или у потпуности божански и у потпуности људски). Христ је, постајући у потпуности човек у сваком погледу, искусио бол и искушења смртног човека, али није згрешио. Као потпуно Бог, победио је смрт и поново оживео. Шести васељенски сабор из 680. године сматрао је да у Христу постоје и божанска и људска воља, с тим да божанска воља има предност и да она води и наводи људску вољу.
У мејнстрим хришћанству, Исус Христ као Бог Син представља друго Лице Свете Тројице, због свог вечног односа са првим Лицем (Богом као Оцем). Сматра се једнаким са Оцем и Светим Духом и у потпуности је Бог и у потпуности човек: Син Бога по својој божанској природи, док је по својој људској природи из Давидове лозе.
У новије време, расправе о теолошким питањима везане за Бога Сина и његову улогу у Тројству водиле су се у XX веку о божанском откровењу у контексту Тројства.

#### Свети Дух
У мејнстрим хришћанству, Свети Дух је једно од три божанска лица Свете Тројице који чини јединствену супстанцу Бога; то јест, сматра се да Дух делује заједно и дели суштинску природу са Богом Оцем и Богом Сином (Христом). Нови завет има много тога да каже о Светом Духу. Присуство Светог Духа се посебно осетило после Христовог вазнесења, не искључујући тиме и рано присуство како сведочи Стари завет и цео Нови завет.‍:стр.39 Хришћанска теологија Светог Духа, или пнеуматологија, последњи је у потпуности истражени и развијени део тринитарне теологије, те је стога већа теолошка разноликост међу хришћанским схватањима Духа него што је то случај са схватањима Сина и Оца. У оквиру тринитарне теологије, Свети Дух се обично назива „трећим Лицем“ тројног Бога - при чему је Отац прво Лице, а Син друго.
Одражавајући Благовести из Лк 1:35, рани Апостолски симбол вере каже да је Христ „зачет од Духа Светога“. Никејски симбол вере говори о Светом Духу као „Господу и Животворцу“ који се заједно са Оцем и Сином „обожава и слави“. Док се у чину Оваплоћења Бог Син појавио као Син Божји, то се није догодило Богу Светом Духу који је остао неоткривен. Па ипак, као у 1. Кор 6:19, Бог Свети Дух наставља да живи у телима верника.
У хришћанској теологији се верује да Свети Дух обавља одређене божанске функције у животу хришћанина или цркве. Деловање Светог Духа сматра се суштинским делом привођења човека хришћанској вери. Нови верник је „поново рођен из Духа“.
Свети Дух омогућава хришћански живот боравећи у вернику и омогућава му да живи исправно и у вери. Он се понаша као Утешитељ или Параклет, онај који посредује, или подржава или делује као адвокат, посебно у време суђења. Делује како би убедио неискупљене како у грешност њихових поступака и мисли, тако и у њихов морални положај грешника пред Богом. Свети Дух је истовремено надахнуо писање светих списа и сада их тумачи хришћанима и цркви.

### Тринитарне разлике
У православној теологији, суштина Бога је изван људског разумевања и не може се дефинисати нити јој се може приступити људским разумевањем. Римокатоличка учења су донекле слична, сматрајући мистерије Тројства недоступним људском разуму. Међутим, разлике постоје утолико што је у римокатоличкој теологији и учењу, Бог Отац вечити извор Сина (створио је Сина вечним стварањем) и Светог Духа (вечним исхођењем из Оца и Сина) и онај који удише Свети Дух са Сином и кроз њега, али православци сматрају да Дух долази само од Оца.
Већина протестантских деноминација и других традиција насталих после протестантске реформације, заступа општа тринитарна веровања и теологију у вези са Богом Оцем сличну као у римокатолицизму. Ту спадају цркве настале из англиканизма, баптизма, методизма, лутеранства и презвитеријанизма. Исто тако, Оксфордски речник хришћанске цркве описује Тројство као „централну догму хришћанске теологије“. Међутим, прецизно репрезентативно становиште протестантске тринитарне теологије у вези са Богом Оцем итд. је теже описати, с обзиром на разнолику и мање централизовану природу различитих протестантских цркава.

## Антитринитаризам
Неке хришћанске традиције одбацују доктрину о Тројству и називају се нетринитарним. Ове групе се међусобно разликују у својим погледима, различито приказујући Христа као божанско биће одмах иза Бога Оца, Јахвеа из Старог завета у људском лику, Бога (али не вечно Бога), пророка или једноставно светог човека. Неке широке дефиниције протестантизма стављају ове групе унутар протестантизма, али већина дефиниција то не чини.‍:p. 543
Антитринитаризам потиче из првих векова хришћанске историје и то од група попут аријанаца, евионита, гностика и других. Многи епископи попут Иринеја Лионског, а потом и Васељенски сабори, одбацили су ове антитринитарне ставове. Никејски симбол вере је покренуо питање односа између Христове божанске и људске природе. Након што га је никејски сабор одбацио, антитринитаризам је био реткост међу хришћанима током многих векова, а они који су одбацивали доктрину о Тројству суочили су се са непријатељством других хришћана, међутим, у XIX веку се формирао низ оваквих група у Северној Америци и у другим деловима света.‍:p. 541
У теологији Јеховиних сведока, само је Бог Отац једини истински и свемогући Бог, чак и над својим Сином Исусом Христом. Иако признају Христово претходно постојање, савршенство и јединствено сродство Сина са Богом Оцем и верују да је Христ имао суштинску улогу у стварању и искупљењу, као и у то да је Месија, они верују да само Отац постоји без почетка.
У теологији Бога у мормонизму, доминантан концепт Бога је Божанство, божански сабор три различита бића: Елохима (Оца), Јехове (Сина или Христа) и Светог Духа. Сматра се да Отац и Син имају усавршена материјална тела, док Свети Дух има тело духа. Мормонизам признаје божанство Оца, Сина и Светог Духа, али верује да су то различита бића, уједињена не у суштини већ у вољи и сврси, и сваки је свезнајући, свемогућ и благонаклон.
Друге сличне групе су јединствени пентекосталци, христаделфијани, хришћански научници и нова црква.